# Зуни Пуебло (Њу Мексико)
Зуни Пуебло (енгл. Zuni Pueblo) насељено је место без административног статуса у америчкој савезној држави Њу Мексико.

## Демографија
По попису из 2010. године број становника је 6.302, што је 65 (-1,0%) становника мање него 2000. године.
| Група             | 2000.      | 2010.      |
| Белци             | 115 (1,8%) | 59 (0,9%)  |
| Афроамериканци    | 2 (0,0%)   | 6 (0,1%)   |
| Азијати           | 2 (0,0%)   | 16 (0,3%)  |
| Хиспаноамериканци | 128 (2,0%) | 164 (2,6%) |
| Укупно            | 6.367      | 6.302      |